# Каразеево
Каразеево — село в Богучарском районе Воронежской области.
Входит в состав Мёдовского сельского поселения.

## Население
| 2000 | 2005 | 2010 |
| ---- | ---- | ---- |
| 149  | ↘131 | ↘78  |

## География

### Улицы
- ул. Агрономическая,
- ул. Дружбы,
- ул. Ленина,
- ул. Пархоменко,
- ул. Радченко,
- ул. Российская,
- ул. Степная.